# Protosialis chilensis
Protosialis chilensis là một loài côn trùng trong họ Sialidae thuộc bộ Megaloptera. Loài này được McLachlan miêu tả năm 1871.